# 田嶌紗蘭
田嶌紗蘭（日语：／ Tajima Saran，1996年8月25日—）是日本的女性聲優，和歌山縣出身。隸屬於Remax。

## 演出作品
※粗體字為主要角色。

### 電視動畫
2019年
- 偶像夢幻祭（觀眾[4]、小孩[5]）

2024年
- 偶像大師 閃耀色彩 2nd season（福丸小糸[6]）

### 遊戲
2019年
- 地下城與勇士（白錆的希斯雷[7]）
- 白貓Project（B、符文騎士C[1]）

2020年
- 偶像大師 閃耀色彩（福丸小糸[8]）

2021年
- Crash Fever（維吉爾）
- 2025年
- 蔚藍檔案（內海アオバ）

## 音樂CD

### 角色歌
| 發售日  | 商品名稱                                    | 演唱名義  | 歌曲                  | 備註                              |
| 2020年  | 2020年                                      | 2020年    | 2020年                | 2020年                            |
| ------- | ------------------------------------------- | --------- | --------------------- | --------------------------------- |
| 4月8日  | THE IDOLM@STER SHINY COLORS GR@DATE WING 01 | 閃耀色彩  | 「」 「Dye the sky.」 | 遊戲《偶像大師 閃耀色彩》相關歌曲 |
| 9月16日 | THE IDOLM@STER SHINY COLORS GR@DATE WING 07 | noctchill | 「」                  | 遊戲《偶像大師 閃耀色彩》相關歌曲 |

### 组合成员
1. ↑  櫻木真乃（關根瞳）、風野燈織（近藤玲奈）、八宮繚（峯田茉優）、月岡戀鐘（礒部花凜）、田中摩美美（菅沼千紗）、白瀨咲耶（八卷安奈）、三峰結華（成海瑠奈）、幽谷霧子（結名美月）、小宮果穗（河野日和）、園田智代子（白石晴香）、西城樹里（永井真里子）、杜野凜世（丸岡和佳奈）、有栖川夏葉（涼本秋穗）、大崎甘奈（黑木穗乃香）、大崎甜花（前川涼子）、桑山千雪（芝崎典子）、芹澤朝日（田中有紀）、黛冬優子（幸村惠理）、和泉愛依（北原沙彌香）、淺倉透（和久井優）、樋口圓香（土屋李央）、福丸小糸（田嶌紗蘭）、市川雛菜（岡咲美保）
2. ↑  淺倉透（和久井優）、樋口圓香（土屋李央）、福丸小糸（田嶌紗蘭）、市川雛菜（岡咲美保）

## 外部連結
- 事務所官方簡歷 （页面存档备份，存于）（日語）
- 田嶌紗蘭的X（前Twitter）（日語）（日語）